# Стороженки
Стороженки — старий козацький рід, відомий з початку 17 століття.
Андрій Стороженко був «старшим полковником Запорізького Війська» (1610).
Його нащадок (мабуть, онук) Іван Федорович С. (†1693) — сотник іченський (1670 — 87), полковник прилуцький (1687 — 92).
Від нього пішла «династія» Стороженків, сотників іченських (Андрій Іванович †1715; син його Григорій †1745, член Комісії «для перевода и свода книг правных», 1735 — 37; онук Андрій †1753), яблунівських (Степан Григорович С. †1758 і його син Іван) та іваницьких (Іван Андрійович С. 1719 — 28; Григорій Андрійович 1770 — 81).
У 19- віці рід Стороженків дав ряд громадських і культурних діячів, зокрема: Олекса Петрович Стороженко (1806–1874), відомий український письменник, Андрій Якович (1791 — 1858), історик і письменник і його внуки історики: Андрій Володимирович (1857 — ?) і Микола Володимирович (1862 — 1942) і Стороженки; Микола Ілльович Стороженко (1836 — 1906), професор Московського Університету на кафедрі історії всесвітньої літератури; та ін.
Фамільний архів Стороженків, опублікований частково («Стороженки. Фамильный архив», тт. I-VIII. 1902 — 10), зберігається в Центральному Державному Історичному Архіві УРСР у Києві (фонд ч. 261, 1717 — 1919).